# خانم مستقل (ترانه کلی کلارکسون)
«خانم مستقل» (به انگلیسی: Miss Independent) تک‌آهنگی از کلی کلارکسون است که در ۱۰ آوریل ۲۰۰۳ منتشر شد. این تک‌آهنگ در آلبوم سپاس‌گزار قرار داشت.
این تک‌آهنگ در چارت‌های در رتبه اول و در چارت‌های استرالیا، بریتانیا، جزو ده ترانه اول قرار گرفت.